# 이상희 (인류학자)

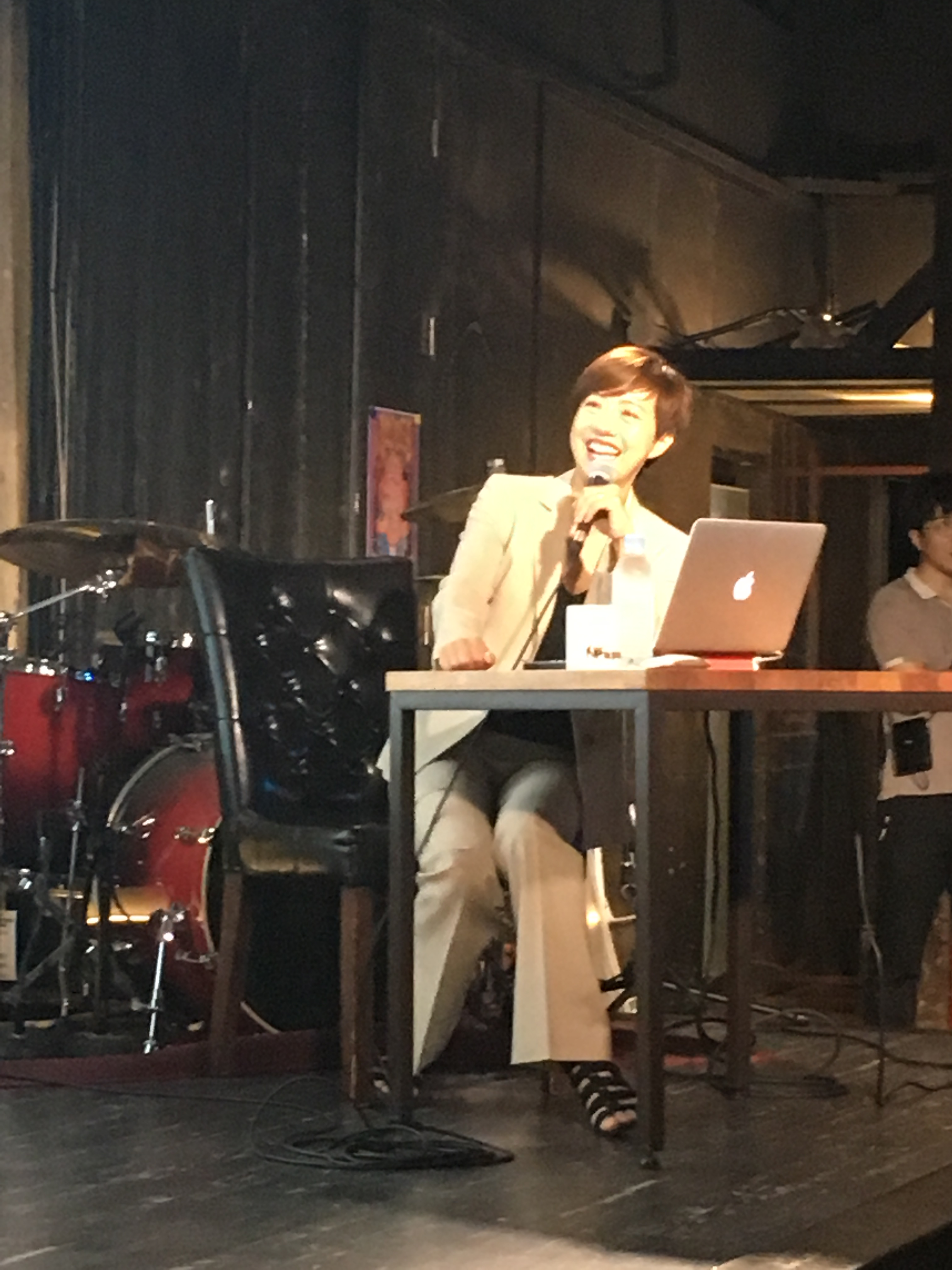
이상희 교수

이상희(1966년 11월 22일 ~ )는 대한민국의 인류학자로, 2001년부터 캘리포니아 대학교 리버사이드의 교수로 재직하고 있다. 대한민국은 물론 아제르바이잔과 몽골 같은 세계의 발굴 현장을 직접 누비며 옛날 인류의 화석을 연구하는 한국인 최초의 고인류학 연구자이다. 저서로는 고인류학의 여러 사안을 다루는 《인류의 기원》(2015), 《이상희 선생님이 들려주는 인류이야기》(2018)를 출간하였다.

## 학력 및 경력
- 1989년  서울대학교 고고미술사학과 학사[5]
- 1993년  미국 미시간대학교(University of Michigan) 인류학 석사
- 1999년  미국 미시간대학교(University of Michigan) 인류학 박사
- 1999년 ~ 2000년  일본 소고켄큐다이가쿠인 대학교(総合研究大学院大学) 바이오시스템(Biosystems Science)학과 박사 후 연구원
- 2000년 ~ 2001년  미국 펜실베이니아 인디애나 대학교(Indiana University of Pennsylvania, IUP) 인류학과 방문 조교수
- 2001년 ~ 2019년(현재)  캘리포니아 대학교 리버사이드 캠퍼스(University of California, Riverside, UCR) 인류학과 교수[1], 부교수, 조교수

## 수상 및 활동
- 2018년   W. W. Howells Book Award    미국 인류학회 생물 인류학 부문(the American Anthropological Association)
- 2018년   Emory Elliott Book Award    UCR, Center for Ideas and Society
- 2018년   JTBC: 차이나는 클라스(89회, 2018.12.05), "우리는 지금 진화 중?"

## 인류의 기원
《인류의 기원》은 직접 발굴 현장을 누비며 인류의 화석을 연구하는 고인류학자와 과학 전문기자가 함께 머리를 맞대고, 최신 고인류학이 이루어낸 성과들 중 매우 중요한 동시에 일반인들이 흥미로워 할 주제 22가지를 뽑아 친절하게 풀어 쓴 교양서이다. 고인류학을 정통으로 전공한 우리 학자가 손꼽히는 데다 현장과 이론 연구를 병행하며 세계를 무대로 활동하고 있는 학자는 더더욱 드문 탓에 인류 기원을 둘러싼 최근의 쟁점을 담은 이 책은 시대에 발맞춘 인류학 안내서이자 가장 새로운 교과서이다.
이상희 교수는 《인류의 기원》에서 인류의 진화 과정에 대해 잘못 받아들여지고 있거나, 학문의 발전에 따라 새롭게 밝혀진 사실을 설명하고 있다. 그는 이 책에서 관습적으로 인류의 진화를 오스트랄로피테쿠스에서 시작하여 호모 에렉투스, 네안데르탈인, 현생 인류인 호모 사피엔스의 일직선적인 흐름으로 파악하는 것이 과학적 지식에 어긋난다는 점을 지적한다. 또한 각각의 화석 인류에 대해 구부정한 모습에서 점차 곧게 선 모습으로 그려지는 외형에 대한 편견 역시 잘못되었다고 말한다. 인류는 오스트랄로피테쿠스 시기에 이미 완전한 직립보행을 하였기 때문이다. 이 외에도 네안데르탈인과 현생 인류와의 관계, 호빗족으로 불리는 플로레스인의 발굴 과정 등을 설명하고 있다. 이상희 교수는 최근 고인류학 연구의 성과를 볼 때, 인류의 진화에 대한 아프리카 기원설이 사실이 아닐 가능성이 높다고 보며, 다양한 화석 인류들이 서로의 유전자를 주고 받았을 것이라고 보는 다기원설을 주장하고 있다.